# 俞文葆
俞文葆（？—？），浙江紹興人。清朝政治人物。

## 生平
咸豐元年（1851年）辛亥科舉人。曾官湖南兴宁、东安知县，寄籍善化（今属长沙市）。长子俞明震，次子俞明观，三子俞明颐，长女俞明诗。